# Ioannéta Kavvadía
Ioannéta Kavvadía (grec moderne : Ιωαννέτα Καββαδία) est une femme politique grecque.

## Biographie
Aux élections législatives grecques de janvier 2015, elle est élue députée au Parlement grec sur la liste de la SYRIZA dans la deuxième circonscription d'Athènes.